# Plesiocleidochasma normani
Plesiocleidochasma normani is een mosdiertjessoort uit de familie van de Phidoloporidae. De wetenschappelijke naam van de soort is, als Lepralia porcellana normani, voor het eerst geldig gepubliceerd in 1926 door Livingstone.